# Catherine Borghi
Catherine Borghi (* 23. September 1976 in Ormont-Dessous) ist eine ehemalige Schweizer Skirennfahrerin. Sie war auf die Disziplinen Abfahrt und Super-G spezialisiert.

## Biografie
1993 gewann Borghi bei den Europäischen Olympischen Winter-Jugendtagen in Aosta die Bronzemedaille im Slalom.
Am 26. November 1994 fuhr Borghi erstmals in einem Weltcup-Rennen. Bei den Juniorenweltmeisterschaften 1995 in Voss wurde sie Dritte im Riesenslalom und Fünfte im Slalom. Weltcuppunkte gewann sie zum ersten Mal am 18. November 1995 als 20. des Slaloms von Vail.
Zu Beginn ihrer Karriere fuhr Borghi hauptsächlich in den technischen Disziplinen, spezialisierte sich dann aber auf die Abfahrt und den Super-G. Sie galt als grosses Talent, schaffte es aber nie ganz an die Weltspitze, da sie häufig von schweren Verletzungen betroffen war. Ihre besten Weltcupergebnisse erzielte Borghi in der Saison 2001/02, als sie in den Abfahrten von Lake Louise am 29. November 2001 und Åre am 2. Februar 2002 jeweils Vierte wurde.
Borghi nahm an zwei Olympischen Spielen und vier Weltmeisterschaften teil. Ihre besten Ergebnisse waren zweimal der achte Platz in der Kombination, bei den Olympischen Spielen 2002 in Salt Lake City und bei den Weltmeisterschaften 1997 in Åre. Am 7. Januar 2005 beschloss Catherine Borghi vor dem zweiten Abfahrtsrennen in Santa Caterina, ihre Weltcup-Saison abzubrechen. Sie hatte sich bis dahin noch nicht von ihrem vor einem Monat in Zauchensee erlittenen Knochenriss am linken Handgelenk erholt. In der ersten Abfahrt von Santa Caterina war sie gerade einmal 44. geworden.
Am 6. März 2008 gab Borghi ihren Rücktritt vom Spitzensport bekannt. Zwei Tage später bestritt sie ihr letztes Weltcuprennen, die Abfahrt in Crans-Montana, die sie auf Platz 39 beendete. Die gelernte Hochbauzeichnerin arbeitet seither im familieneigenen Betrieb in Les Diablerets und plante, diesen in ein paar Jahren zusammen mit ihrem Bruder zu übernehmen.

## Erfolge

### Olympische Spiele
- Nagano 1998: 10. Kombination, 19. Riesenslalom, 22. Abfahrt, 34. Super-G
- Salt Lake City 2002: 8. Kombination, 18. Super-G, 19. Abfahrt

### Weltmeisterschaften
- Sestriere 1997: 8. Kombination, 16. Riesenslalom, 20. Abfahrt, 28. Super-G
- St. Anton 2001: 30. Abfahrt
- St. Moritz 2003: 22. Abfahrt
- Åre 2007: 24. Superkombination

### Weltcup
- 17 Platzierungen unter den besten zehn

### Europacup
- Saison 1994/95: 6. Gesamtwertung, 2. Riesenslalomwertung
- Saison 1995/96: 5. Riesenslalomwertung
- 4 Podestplätze, davon 1 Sieg (ab 1994/95)

### Juniorenweltmeisterschaften
- Monte Campione 1993: 17. Slalom, 58. Super-G
- Lake Placid 1994: 12. Abfahrt, 15. Slalom, 16. Super-G
- Voss 1995: 3. Riesenslalom, 5. Slalom, 23. Abfahrt

### Weitere Erfolge
- Schweizer Meisterin in der Kombination 1997
- 2 Siege bei FIS-Rennen (ab 1994/95)